# Courtempierre
Courtempierre ist eine französische Gemeinde mit 214 Einwohnern (Stand: 1. Januar 2022) im Département Loiret in der Region Centre-Val de Loire. Sie ist Teil des Kantons Courtenay im Arrondissement Montargis. Die Einwohner werden Courtempierrois genannt.

## Geographie
Courtempierre liegt etwa 59 Kilometer ostnordöstlich von Orléans. Umgeben wird Courtempierre von den Nachbargemeinden Sceaux-du-Gâtinais im Norden und Westen, Château-Landon im Nordosten, Treilles-en-Gâtinais im Osten, Mignères im Süden, Mignerette im Südwesten sowie Corbeilles im Westen und Südwesten.
Durch den Süden der Gemeinde führt die Autoroute A19.

## Bevölkerungsentwicklung
| 1962                       | 1968 | 1975 | 1982 | 1990 | 1999 | 2006 | 2018 |
| -------------------------- | ---- | ---- | ---- | ---- | ---- | ---- | ---- |
| 210                        | 187  | 182  | 164  | 171  | 203  | 236  | 235  |
| Quellen: Cassini und INSEE |      |      |      |      |      |      |      |

## Sehenswürdigkeiten
- Kirche Saint-Pierre-et-Saint-Blaise